# Георг Фридрих Хендел
Георг Фридрих Хендел (на немски: Georg Friedrich Händel, 23 февруари 1685 – 14 април 1759) е немски композитор от епохата на Барока, водещ в оперните композиции, също на оратории и кончерти гроси. По-голямата част от живота си прекарва във Великобритания, като става поданик на британската корона на 22 януари 1727. Едно от най-известните му произведения е оратория Месия.

## Биография

### Ранни години
Георг Фридрих Хендел е роден през 1685 година в град Хале в Бранденбург-Прусия, в семейството на Георг Хендел и Доротея Хендел (по баща Тауст). Бащата, който е 60-годишен при раждането му, е известен бръснар-лечител, работил и във владетелските дворове на Саксония-Вайсенфелс и Бранденбург.
Според Джон Мейнуоринг, първият биограф на Хендел, той „изпитва толкова силна склонност към музиката, че баща му, който винаги е искал той да учи гражданско право, имал причина за притеснение. Той строго му забранил да се занимава с какъвто и да е музикален инструмент, но Хендел намерил начин да си достави тайно малък клавиркорд в една стая на тавана на къщата. Там той се промъквал постоянно, докато семейството му спи.“
Още от малък Хендел свири добре на клавесин и тръбен орган. Според легендата, при свое посещение във Вайсенфелс той привлича вниманието на херцог Йохан Адолф I, докато свири на църковния орган. По негово настояване баща му дава разрешение да започне да взима уроци по музикална композиция и клавирна техника при органиста Фридрих Вилхелм Захов. При него Хендел научава за хармонията и съвременните стилове, анализира и копира нотни записи. Понякога той замества учителя си при служби в лутеранската църква, в която работи. През 1698 година Хендел свири пред пруския крал Фридрих I, като в Берлин се запознава с композитора Джовани Батиста Бонончини. През 1701 година се среща с Георг Филип Телеман, по-късно известен композитор, с когото го свързва близко приятелство.
През 1702 година, според желанието на баща си, Хендел започва да учи право в Университета в Хале, но успява да получи назначение като органист в местната протестантска катедрала.

### Хамбург, Италия и установяване в Лондон
Положението му в Хале изглежда не задоволява Хендел и през 1703 година той се премества в Хамбург, приемайки мястото на цигулар и клавесинист в оркестъра на тамошната опера. Там той се запознава с музикантите Йохан Матесон, Кристоф Граупнер и Райнхард Кайзер. През 1705 година поставя първите си опери „Алмира“ и „Нерон“, а през 1708 година – „Дафне“ и „Флориндо“. Не е сигурно дали Хендел режисира сам тези постановки.
Според Мейнуоринг, през 1706 година Хендел пътува до Италия по покана на тосканския принц Фердинандо де Медичи, но това сведение е недостоверно, тъй като през 1703 или 1704 г. Хендел се запознава в Хамбург с неговия брат Джан Гастоне де  Медичи,
Във Флоренция Георг Фридрих Хендел се запознава с либретиста Антонио Салви, с когото по-късно си сътрудничи. Според слуховете по това време има и любовна връзка с певицата Витория Таркини. Оттам той заминава за Рим и, тъй като тогава операта е забранена в Папската държава, композира църковна музика, пример за която е известният псалм „Dixit Dominus“ (1707). Той пише и множество кантати в пасторален стил за музикалните сбирки на кардиналите Пиетро Отобони, Бенедето Памфили и Карло Колона. Две оратории, „La Resurrezione“ и „Il Trionfo del Tempo e del Disinganno“, са представени в тесен кръг пред Франческо Мария Русполи и Пиетро Отобони, съответно през 1709 и 1710 година.
„Родриго“, първата опера на Хендел, която, макар и незряла, е изцяло в италиански стил, е поставена във Флоренция през 1707 година. Операта „Агрипина“ по либрето на кардинал Винченцо Гримани е поставена за пръв път във Венеция и се играе 27 пъти, рядко за времето си постижение. Тя демонстрира забележителна зрялост и утвърждава репутацията на Хендел като оперен композитор.
През 1710 отива в Лондон, където през 1712 се заселва за постоянно и става дворцов композитор на Кралица Анна с годишна заплата от £200. През 1711 г. с голям успех е представена неговата опера „Риналдо“, която е един от шедьоврите му. През 1726 за пръв път е изпълнена операта му „Сципион“.

### Директор на Кралската музикална академия
През 1726 Хендел е помолен да напише четири химна за коронацията на Крал Джордж II.
В периода 1720 – 1728 е директор на Кралската музикална академия, за която пише близо 20 произведения, сред които „Юлий Цезар“ и „Александър“. Дълго време работи в Кралската опера в Ковънт Гардън, където са поставени за пръв път много от неговите опери; за нея пише оперите „Алцина“, „Ариоданте“, операта-балет „Аталанта“, пасторала „Ацис, Галатея и Полифем“. Други по-известни произведения на Хендел са оперите „Роделинда“, „Тамерлан“, „Ксеркс“, „Адмето“, „Фарамондо“, „Идоменей“ и ораториите „Херкулес“, „Самсон“, „Юда Макавей“, „Теодора“, „Естер“. С голяма популярност се ползват неговите инструментални произведения „Музика на водата“ и „Музика за кралските фойерверки“, двата сборника с „Кончерти гросо“, оп. 3 и оп. 6 и концертите за орган.
На 13 февруари 1726 г. композиторът се сдобива с британско поданство.

### Последни години
През 1751 г. ослепява, а осем години по-късно умира. Погребан е в Уестминстърското абатство в Лондон.

## Музикално творчество
Композициите на Хендел включват 42 опери, 29 оратории и повече от 120 кантати, трио и дуети (общо около 2000 арии), камерна музика, голям брой църковни произведения, оди и серенади и 16 концерта за орган. Най-известното му произведение, ораторията „Месия“ с нейния хор „Алелуя“, е сред най-популярните произведения за хорална музика и днес се свири често около Коледа. Също популярни са опус 3 и 6 на кончерти гроси и концертът за орган и оркестър „Кукувицата и славеят“, където отделни музикални пасажи са свирени така, че да наподобяват вокалните обхвати на двете птици.